# Dmitrij Tichij
Dmitrij Michajlovič Tichij (in russo Дмитрий Михайлович Тихий?; Vladivostok, 29 ottobre 1992) è un calciatore russo, difensore del Serik.

## Caratteristiche tecniche
È un terzino destro.

## Carriera
Cresciuto nel settore giovanile del Luč-Ėnergija, ha esordito in prima squadra il 6 settembre 2011 disputando l'incontro di PFN Ligi vinto 5-0 contro lo SKA-Ėnergija.